# هنريك نيلسون (لاعب هوكي الجليد)
هنريك نيلسون (بالسويدية: Henrik Nilsson)‏ هو لاعب هوكي الجليد سويدي، ولد في 5 مايو 1991 في ستوكهولم في السويد.

## وصلات خارجية
- هنريك نيلسون على موقع EliteProspects.com (الإنجليزية)
- هنريك نيلسون على موقع Eurohockey.com (الإنجليزية)
- هنريك نيلسون على موقع HockeyDB.com (الإنجليزية)